# Benzin (dal)
A Benzin volt a Rammstein Rosenrot albumának első kislemeze, 2005. augusztus 18-án jelent meg. Legelőször a berlini Wuhlheide Parkban, 2005 júliusában lehetett hallani a dalt, élőben, ahol fűszerezve volt a Rammstein-koncertekre jellemző komoly pirotechnikával.
Többen politikai dolgokat látnak benne (lásd: „kell nekem a gázolaj”), habár a Rammstein saját elmondása szerint politikával nem foglalkozik a dalszövegeiben. Forrás

## Számlista
1. Benzin – 3:48
2. Benzin (Combustion Remix – Meshuggah) – 5:06
3. Benzin (Smallstars Remix – Ad Rock) – 3:44
4. Benzin (Kerosinii Remix – Apocalyptica) – 3:49
5. Benzin (Játék) – 0:31

## Videó
A videóklipjében a Rammstein tagjai (csak öten) tűzoltókat alakítanak, akik kevéssé értik munkájukat (vagy direkt csinálják), és kárt okoznak a városban: ledöntik a fákat, mindent a földbe döngölnek (mint a zenéjük). A végén található humoros jelenetnél, mikor az öngyilkos (a hatodik tag, Flake) leugrik a házról, ők kinyitják a ponyvát, amire rá kellene esnie, de az elszakad.